# Effry
Effry est une commune française située dans le département de l'Aisne en région Hauts-de-France.

## Géographie
- 1Carte dynamique
- 2Carte OpenStreetMap
- 3Carte topographique
- 4Carte avec les communes environnantes
- 5Vue du moulin

Effry est située sur l'Oise. Le bourg avec l'église et la nécropole nationale se trouvent rive gauche, la cité ouvrière et l'usine de tôlerie rive droite.
Effry est limitrophe de quatre communes : Étréaupont, Luzoir, Wimy et Ohis.

### Hydrographie
La commune est située dans le bassin Seine-Normandie. Elle est drainée par l'Oise, le fossé 01 de la commune de Wimy et le fossé de la Grande Prairie,,.
L'Oise prend sa source en Belgique, à 309 mètres d'altitude, dans l'ancienne commune de Forges et se jette dans la Seine à 20 mètres d'altitude, au Pointil en rive droite et en aval du centre de Conflans-Sainte-Honorine dans le département des Yvelines. D'une longueur 341 kilomètres, elle est presque entièrement navigable et bordée de canaux sur 104 kilomètres.

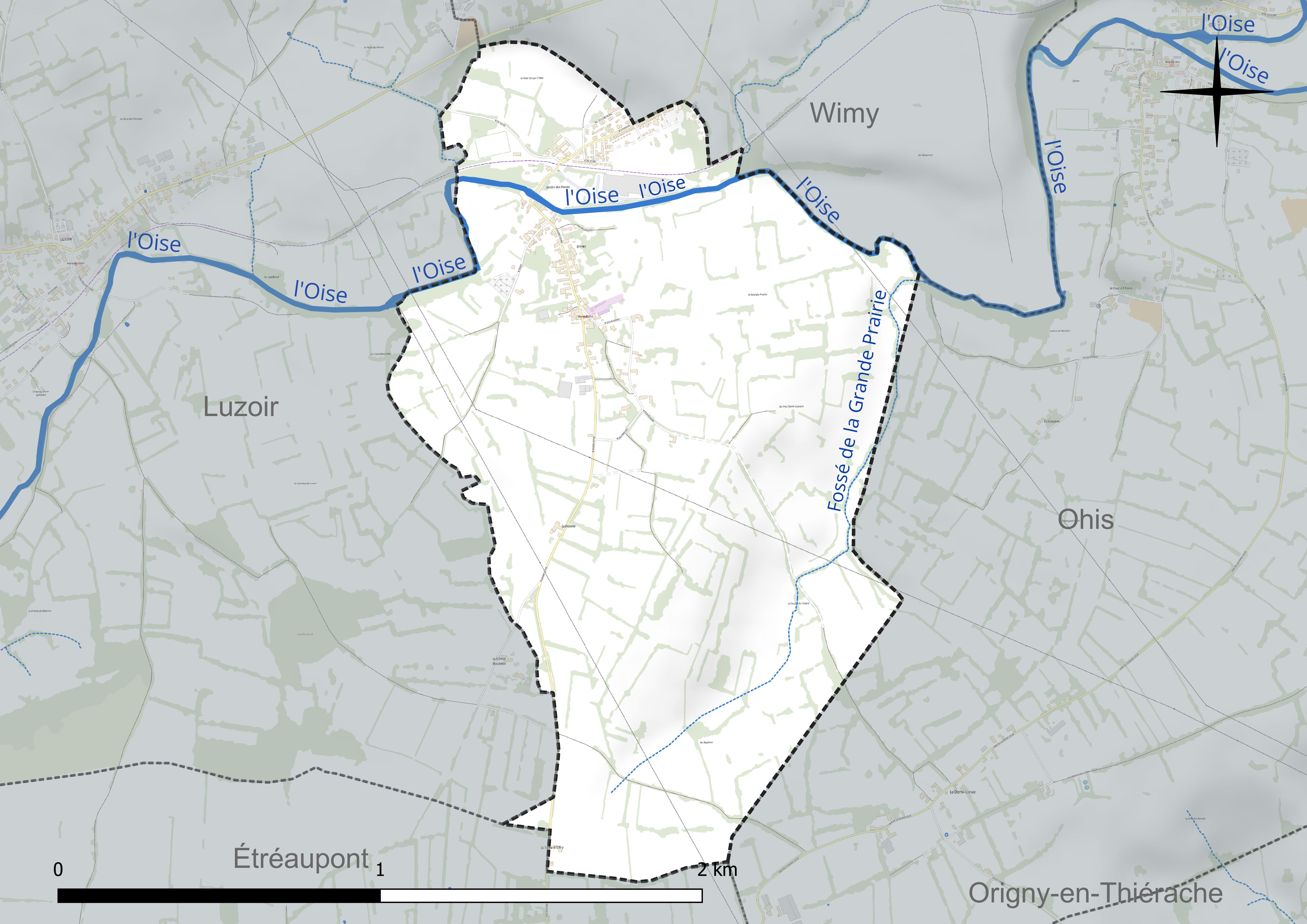
Réseau hydrographique d'Effry.

### Climat
Pour des articles plus généraux, voir Climat des Hauts-de-France et Climat de l'Aisne.
En 2010, le climat de la commune est de type climat des marges montargnardes, selon une étude du CNRS s'appuyant sur une série de données couvrant la période 1971-2000. En 2020, Météo-France publie une typologie des climats de la France métropolitaine dans laquelle la commune est exposée à un climat océanique altéré et est dans la région climatique Nord-est du bassin Parisien, caractérisée par un ensoleillement médiocre, une pluviométrie moyenne régulièrement répartie au cours de l'année et un hiver froid (3 °C).
Pour la période 1971-2000, la température annuelle moyenne est de 9,9 °C, avec une amplitude thermique annuelle de 15 °C. Le cumul annuel moyen de précipitations est de 885 mm, avec 13,4 jours de précipitations en janvier et 9,8 jours en juillet. Pour la période 1991-2020, la température moyenne annuelle observée sur la station météorologique la plus proche, située sur la commune de Fontaine-lès-Vervins à 10 km à vol d'oiseau, est de 10,5 °C et le cumul annuel moyen de précipitations est de 826,3 mm,. Pour l'avenir, les paramètres climatiques de la commune estimés pour 2050 selon différents scénarios d'émission de gaz à effet de serre sont consultables sur un site dédié publié par Météo-France en novembre 2022.

## Urbanisme

### Typologie
Au 1er janvier 2024, Effry est catégorisée commune rurale à habitat dispersé, selon la nouvelle grille communale de densité à 7 niveaux définie par l'Insee en 2022.
Elle est située hors unité urbaine. Par ailleurs la commune fait partie de l'aire d'attraction d'Hirson, dont elle est une commune de la couronne,. Cette aire, qui regroupe 26 communes, est catégorisée dans les aires de moins de 50 000 habitants,.

### Occupation des sols
L'occupation des sols de la commune, telle qu'elle ressort de la base de données européenne d'occupation biophysique des sols Corine Land Cover (CLC), est marquée par l'importance des territoires agricoles (90,9 % en 2018), une proportion identique à celle de 1990 (90,9 %). La répartition détaillée en 2018 est la suivante : 
prairies (90,6 %), zones urbanisées (9,1 %), zones agricoles hétérogènes (0,3 %).
L'évolution de l'occupation des sols de la commune et de ses infrastructures peut être observée sur les différentes représentations cartographiques du territoire : la carte de Cassini (XVIIIe siècle), la carte d'état-major (1820-1866) et les cartes ou photos aériennes de l'IGN pour la période actuelle (1950 à aujourd'hui).

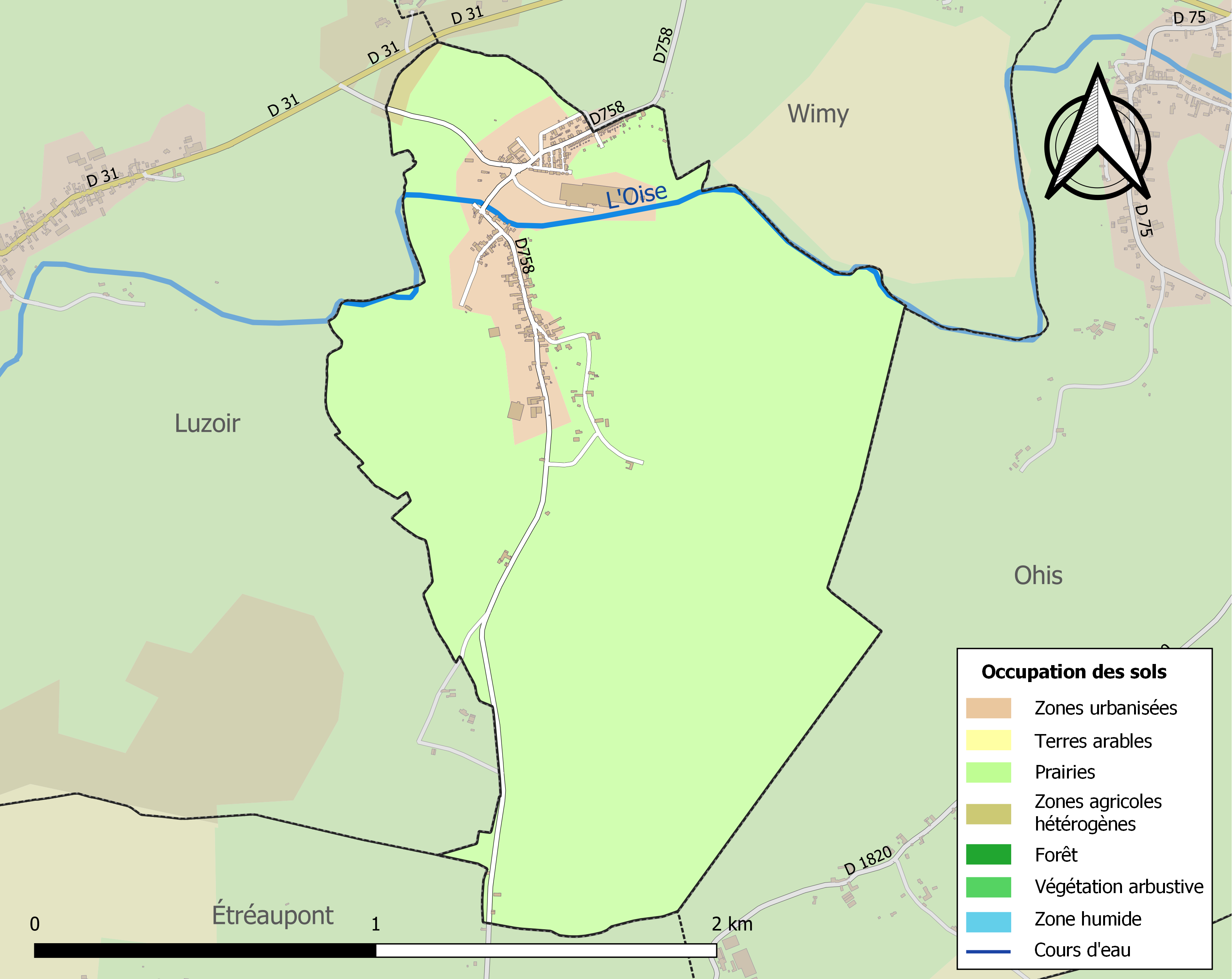
Carte des infrastructures et de l'occupation des sols de la commune en 2018 (CLC).

## Toponymie
Le nom du village est attesté pour la première fois en 1120 sous la forme latine de Alodium de Effris puis Effreis, Effries dans un cartulaire de l'abbaye de Bucilly, puis Erfries, Œffris en 1344sur la carte de Cassini  et enfin l'orthographe actuelle Effry  sur la carte de Cassini vers 1750.

## Histoire
Au Xe siècle, le village d'Effris fut donné par Albert, comte de Vermandois, à l'abbaye de Bucilly.
En 1744, à la prière du marquis de Bousies, seigneur d'Effry, le roi Louis XV établit dans ce village un marché-franc le 24 de chaque mois.
La fête de saint Éloi
Avant la Révolution, Effry était chaque année le théâtre d'un divertissement bizarre dont on ignore l'origine. Le lendemain de la fête de saint Jean-Baptiste, il s'y tenait une foire qui était inaugurée par une procession à laquelle assistaient des gens à cheval. Après la cérémonie religieuse, ces cavaliers commençaient à poil ras, une course d'un quart de lieue. Le premier qui arrivait au but était déclaré vainqueur et on le récompensait d'un jambon orné de fleurs. Celui qui n'arrivait au but que le second obtenait une serviette. Il n'y avait de ridicule dans cet usage que le prix de la victoire. 
De nos jours, il perdure une messe traditionnelle en plein air où le prêtre bénit les cavaliers et leurs chevaux ; ensuite il y a un cortège et les cavaliers traversent avec leurs chevaux l'Oise à gué. La fête est placée sous la protection de saint Éloi et a lieu le dimanche après la Saint-Jean-Baptiste, fin juin.

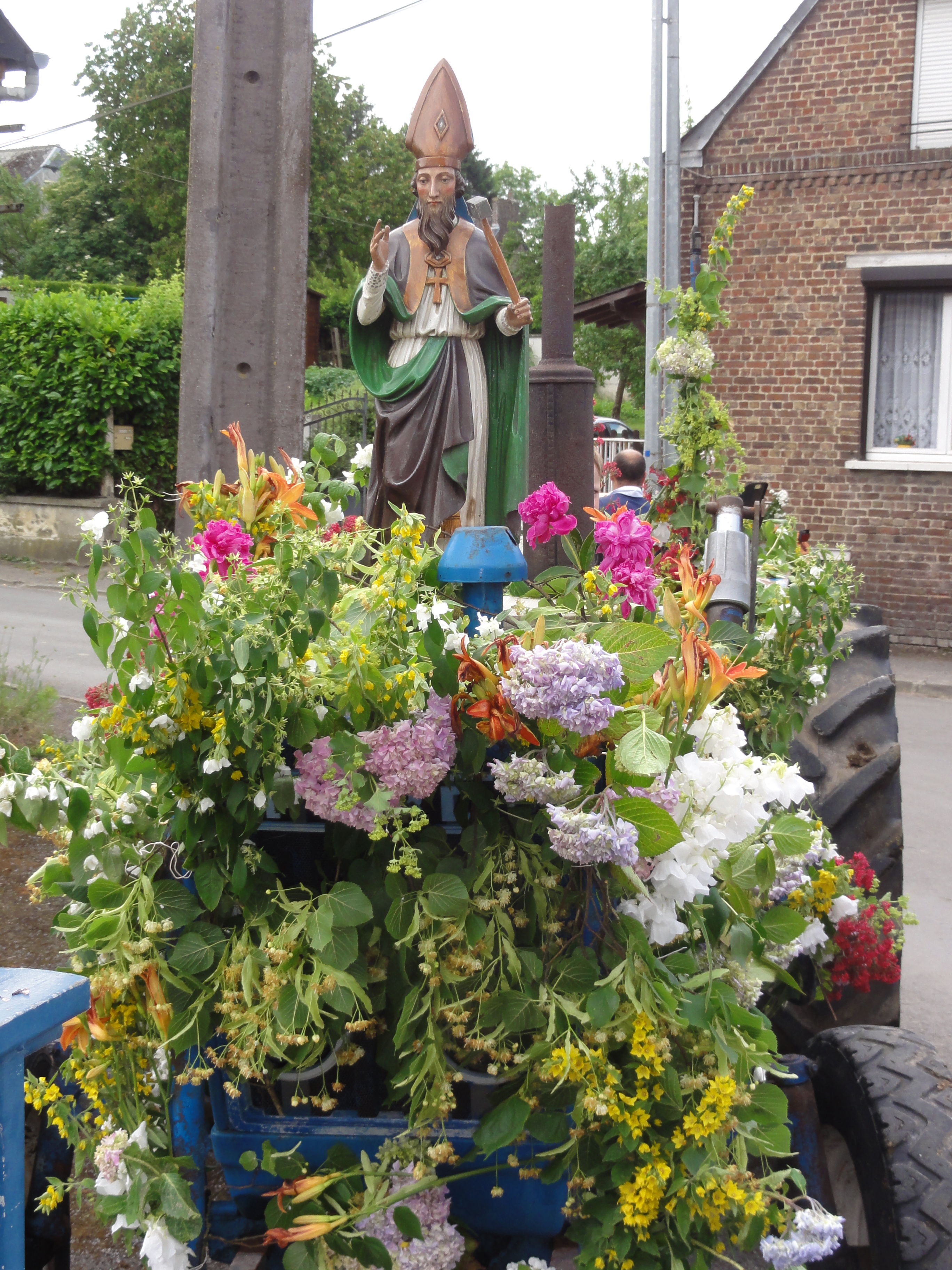
Fête de Saint-Éloi 2014.
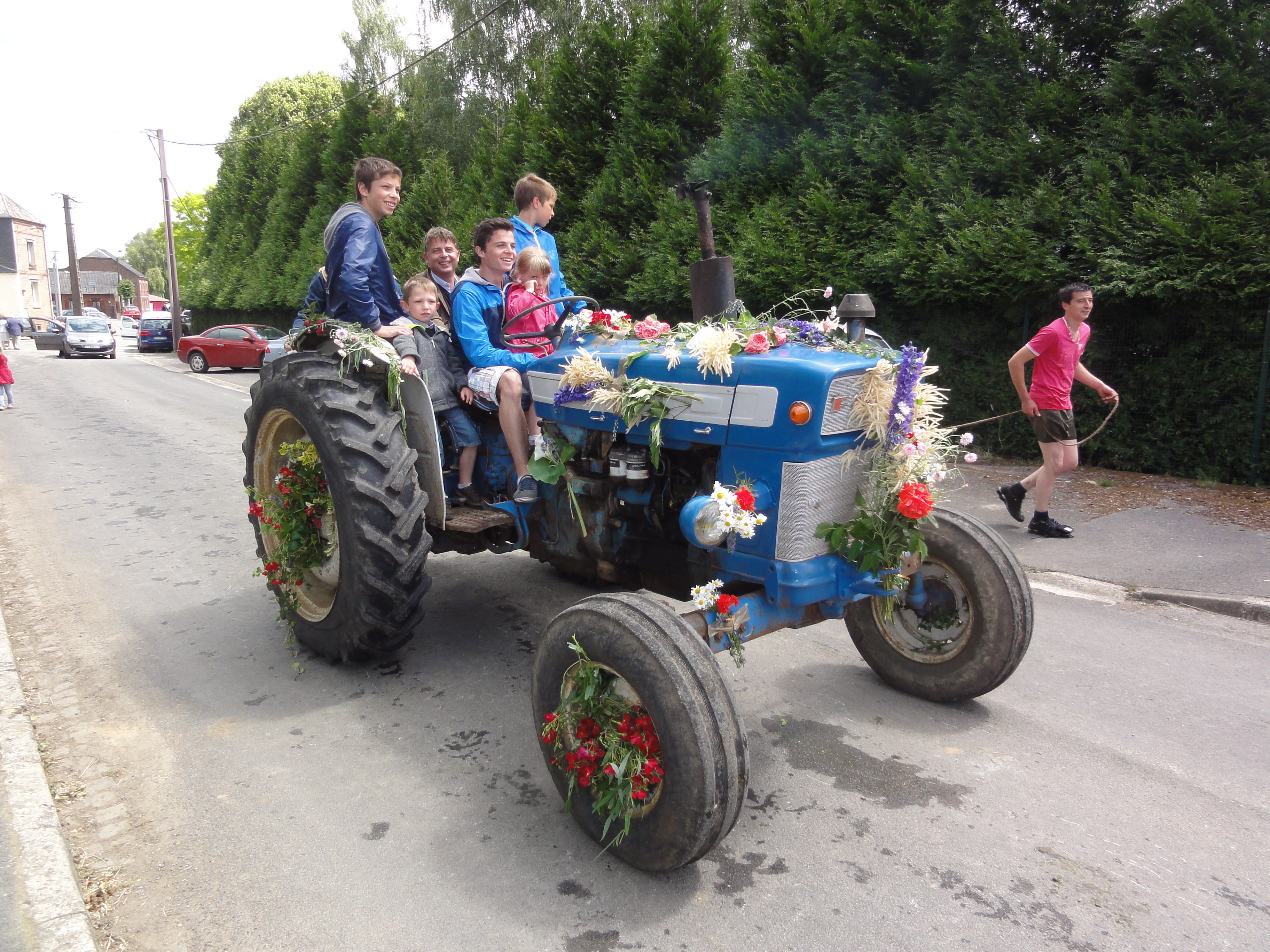
Fête de Saint-Éloi 2014.
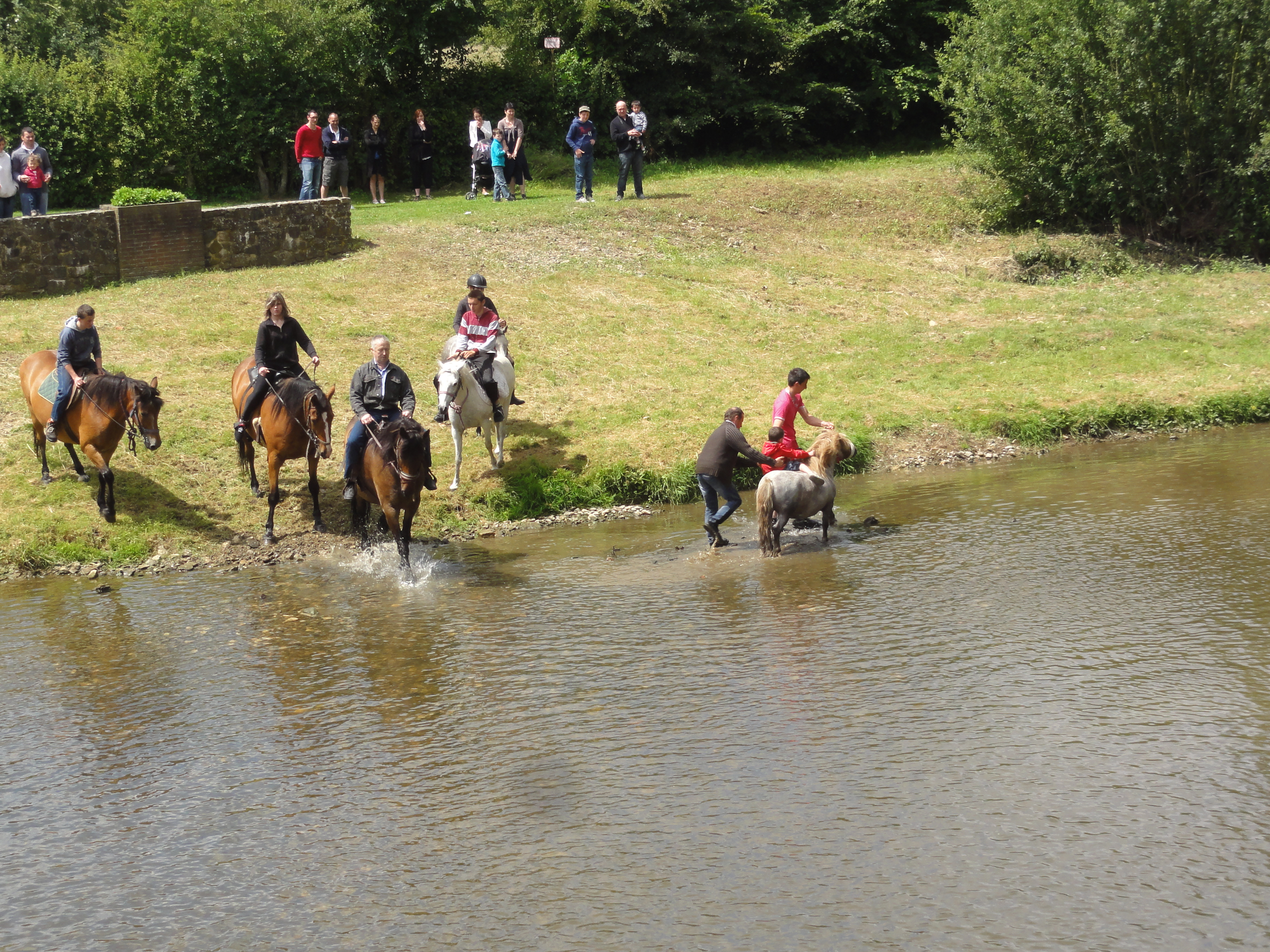
Fête de Saint-Éloi 2014.
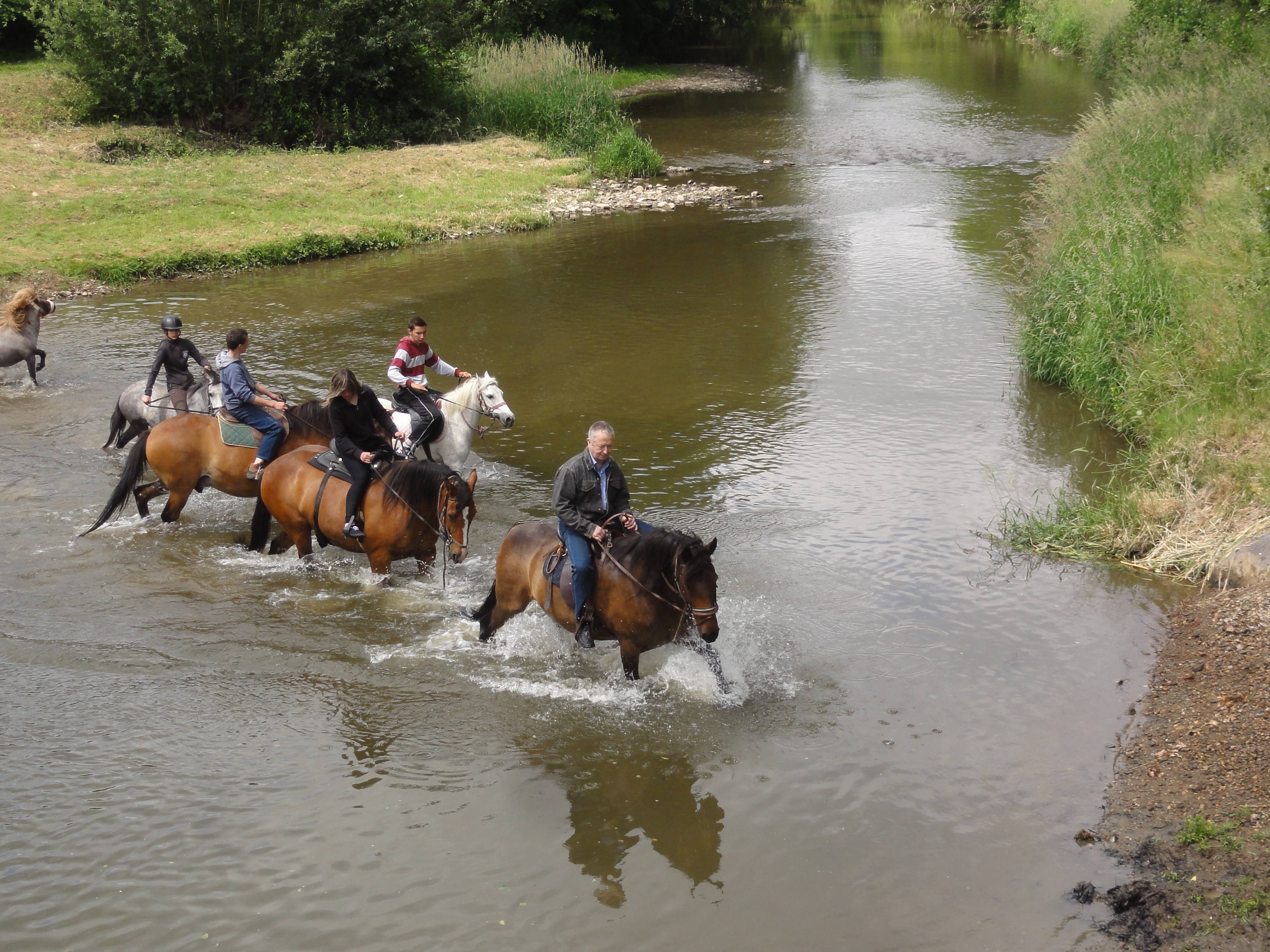
Fête de Saint-Éloi 2014.

La guerre 1914-1918, lazaret et nécropole d'Effry
Durant la Première Guerre mondiale, la commune fut choisie par le commandement allemand pour y implanter un camp de concentration regroupant les populations déplacées. Un lazaret était installé et hébergeait entre mille et deux mille personnes. Les corps de 681 personnes morts dans ce lazaret reposent dans le cimetière militaire jouxtant le cimetière civil. Aujourd'hui, dans cette nécropole nationale d'Effry, des panneaux retracent l'histoire de ce camp. Des tombes de civils morts en captivité entourent l'ossuaire qui regroupent les dépouilles des militaires étrangers « Morts pour la France »,.

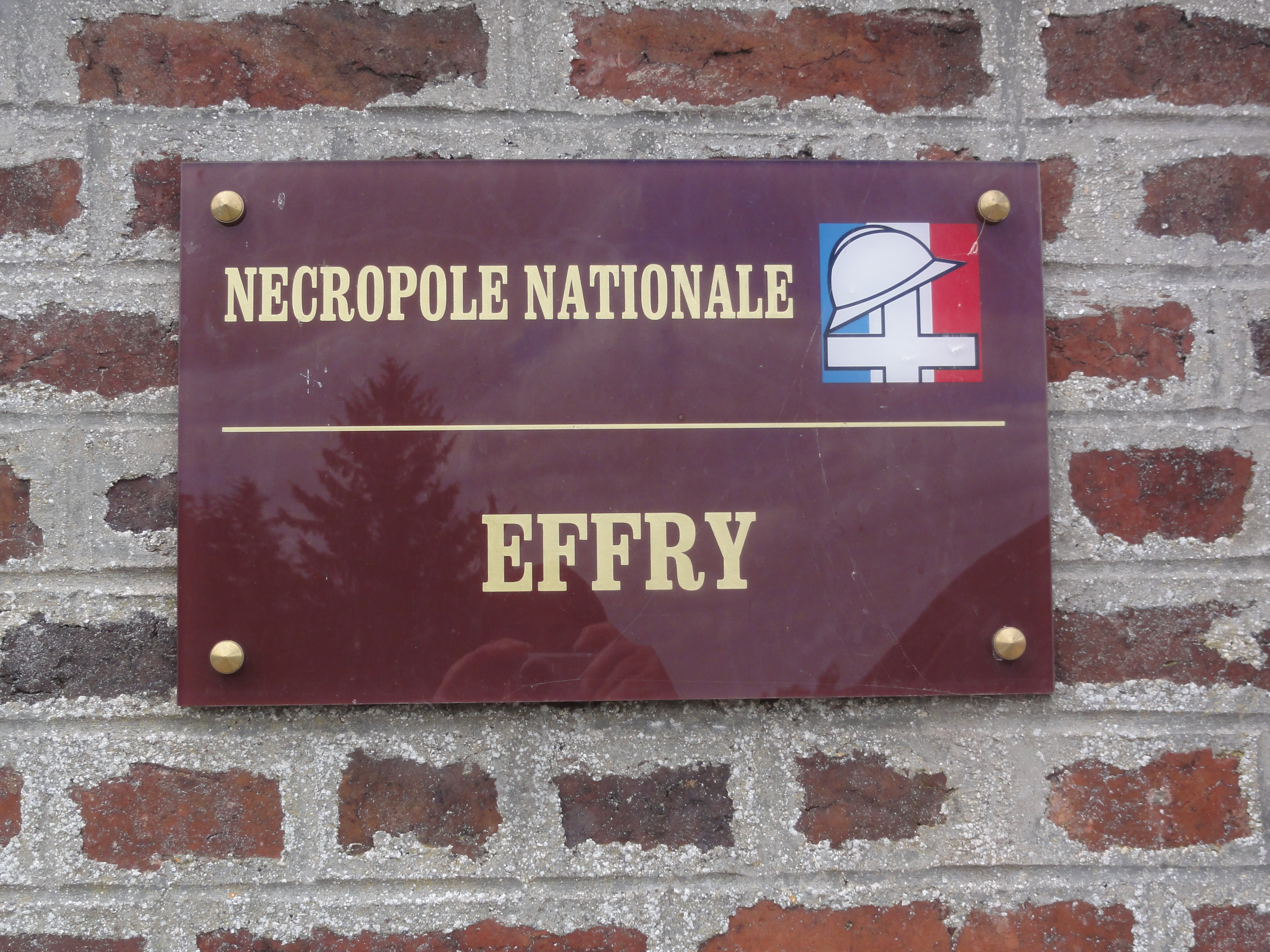
Nécropole nationale d'Effry, panneau.
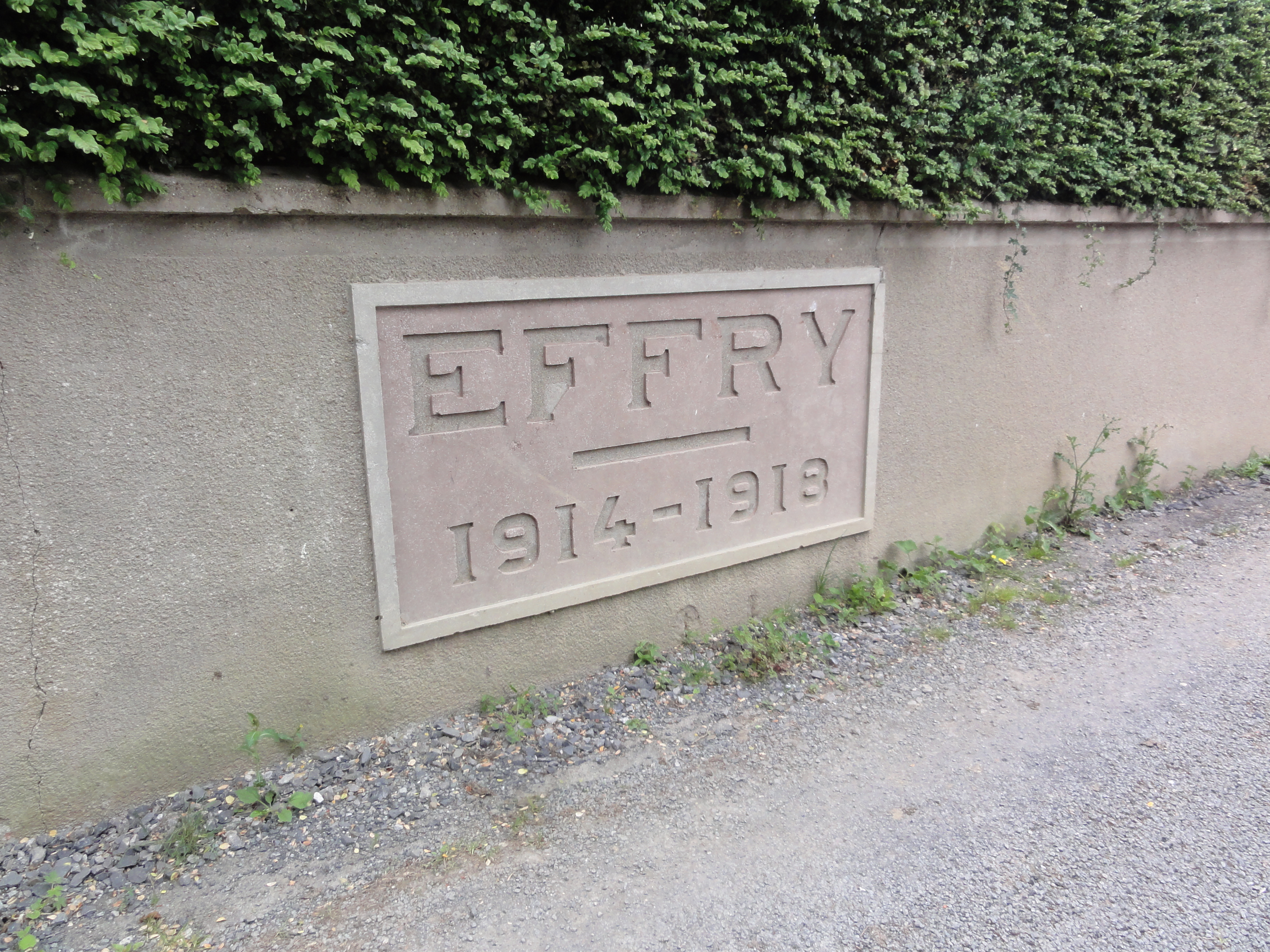
Nécropole nationale d'Effry, mur d'enceinte.
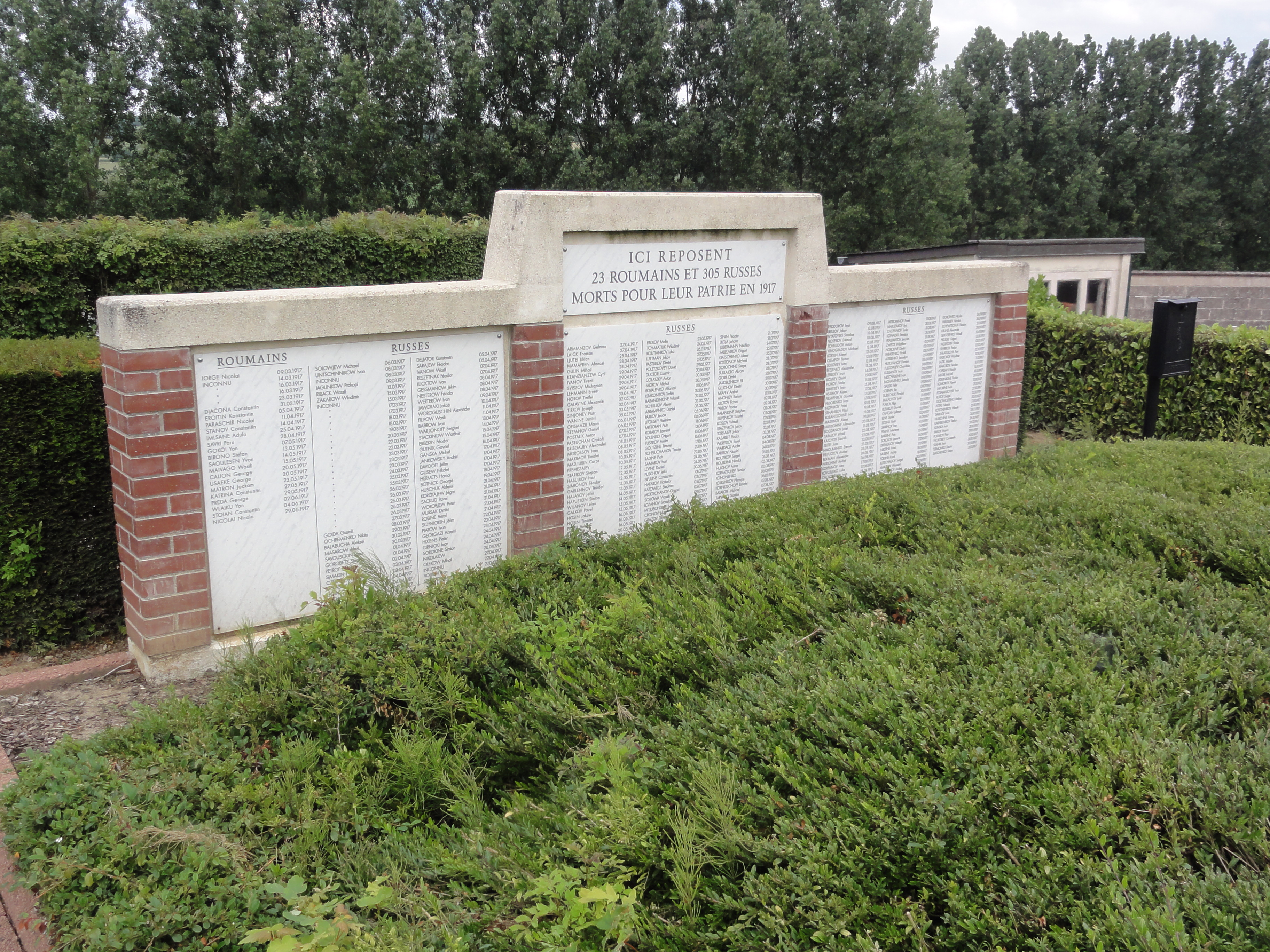
Nécropole nationale d'Effry, la fosse commune.
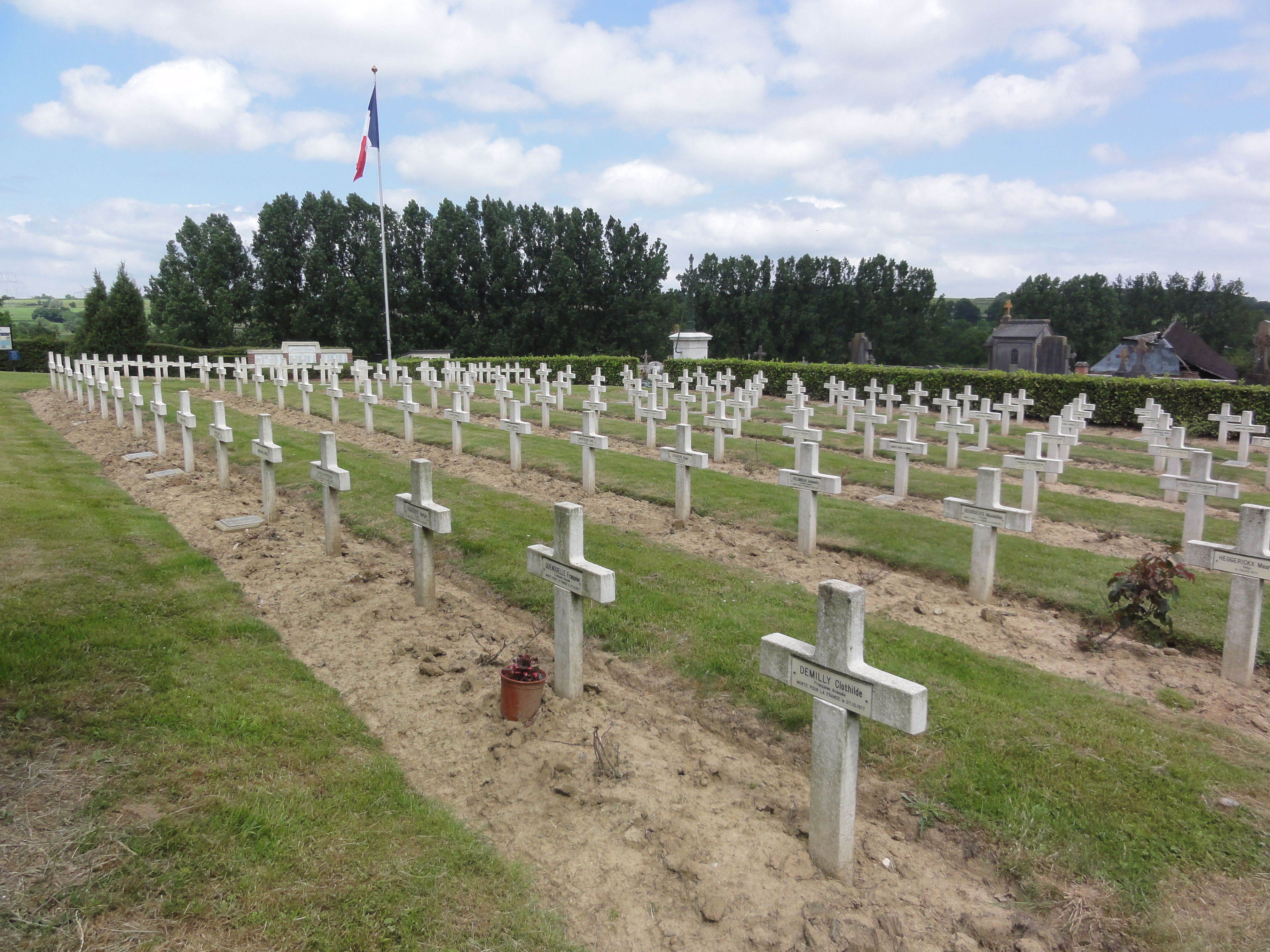
Nécropole nationale d'Effry, les tombes individuelles.

## Politique et administration

### Découpage territorial
La commune d'Effry est membre de la communauté de communes des Trois Rivières, un établissement public de coopération intercommunale (EPCI) à fiscalité propre créé le 29 décembre 1995 dont le siège est à Buire. Ce dernier est par ailleurs membre d'autres groupements intercommunaux.
Sur le plan administratif, elle est rattachée à l'arrondissement de Vervins, au département de l'Aisne et à la région Hauts-de-France. Sur le plan électoral, elle dépend du  canton d'Hirson pour l'élection des conseillers départementaux, depuis le redécoupage cantonal de 2014 entré en vigueur en 2015, et de la troisième circonscription de l'Aisne  pour les élections législatives, depuis le dernier découpage électoral de 2010.

### Administration municipale
| Période                                  | Période                       | Identité             | Étiquette | Qualité                                 |
| ---------------------------------------- | ----------------------------- | -------------------- | --------- | --------------------------------------- |
| Les données manquantes sont à compléter. |                               |                      |           |                                         |
| avant 1988                               | ?                             | Pierre Delabre       |           |                                         |
| mars 2001                                | mars 2014                     | Jean-Claude Molinaro |           |                                         |
| mars 2014                                | En cours (au 12 juillet 2020) | Alain Michel,        | SE        | Retraité Réélu pour le mandat 2020-2026 |

## Population et société

### Démographie
L'évolution du nombre d'habitants est connue à travers les recensements de la population effectués dans la commune depuis 1793. Pour les communes de moins de 10 000 habitants, une enquête de recensement portant sur toute la population est réalisée tous les cinq ans, les populations de référence des années intermédiaires étant quant à elles estimées par interpolation ou extrapolation. Pour la commune, le premier recensement exhaustif entrant dans le cadre du nouveau dispositif a été réalisé en 2005.

En 2022, la commune comptait 313 habitants, en évolution de −4,86 % par rapport à 2016 (Aisne : −1,97 %, France hors Mayotte : +2,11 %).
| 1793 | 1800 | 1806 | 1821 | 1831 | 1836 | 1841 | 1846 | 1851 |
| ---- | ---- | ---- | ---- | ---- | ---- | ---- | ---- | ---- |
| 200  | 209  | 237  | 267  | 264  | 255  | 252  | 316  | 396  |

| 1856 | 1861 | 1866 | 1872 | 1876 | 1881 | 1886 | 1891 | 1896 |
| ---- | ---- | ---- | ---- | ---- | ---- | ---- | ---- | ---- |
| 404  | 366  | 379  | 254  | 337  | 363  | 343  | 301  | 236  |

| 1901 | 1906 | 1911 | 1921 | 1926 | 1931 | 1936 | 1946 | 1954 |
| ---- | ---- | ---- | ---- | ---- | ---- | ---- | ---- | ---- |
| 193  | 258  | 432  | 360  | 488  | 541  | 557  | 482  | 553  |

| 1962 | 1968 | 1975 | 1982 | 1990 | 1999 | 2005 | 2006 | 2010 |
| ---- | ---- | ---- | ---- | ---- | ---- | ---- | ---- | ---- |
| 638  | 606  | 526  | 392  | 402  | 403  | 364  | 359  | 353  |

| 2015 | 2020 | 2022 | - | - | - | - | - | - |
| ---- | ---- | ---- | - | - | - | - | - | - |
| 333  | 316  | 313  | - | - | - | - | - | - |

## Culture locale et patrimoine

### Lieux et monuments
- Mémorial du lazaret d'Effry.
- Le monument aux morts.
- L'ancienne gare.
- L'axe vert de la Thiérache passe par le village.
- Les berges de l'Oise.

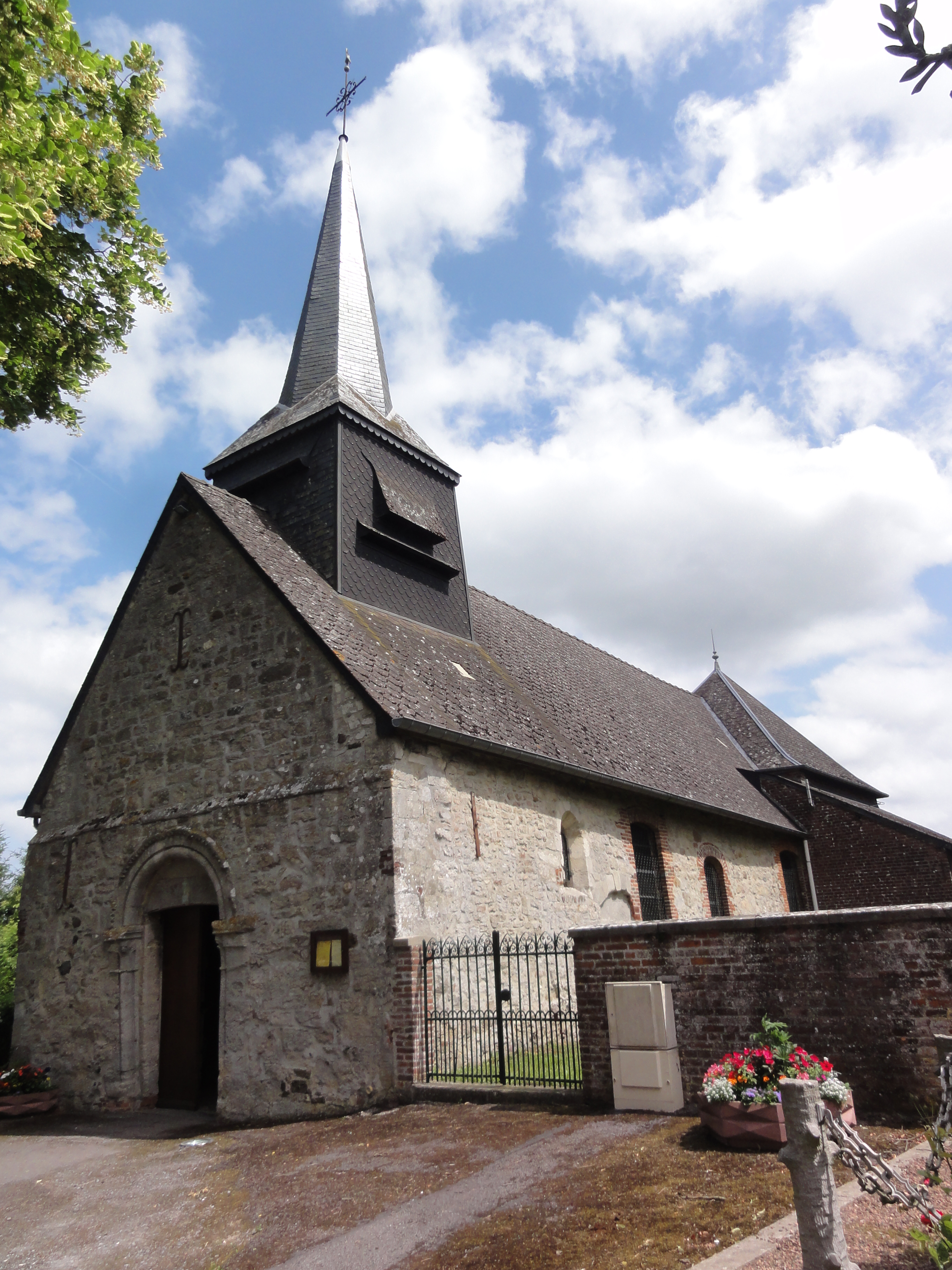
L'église Saint-Laurent.
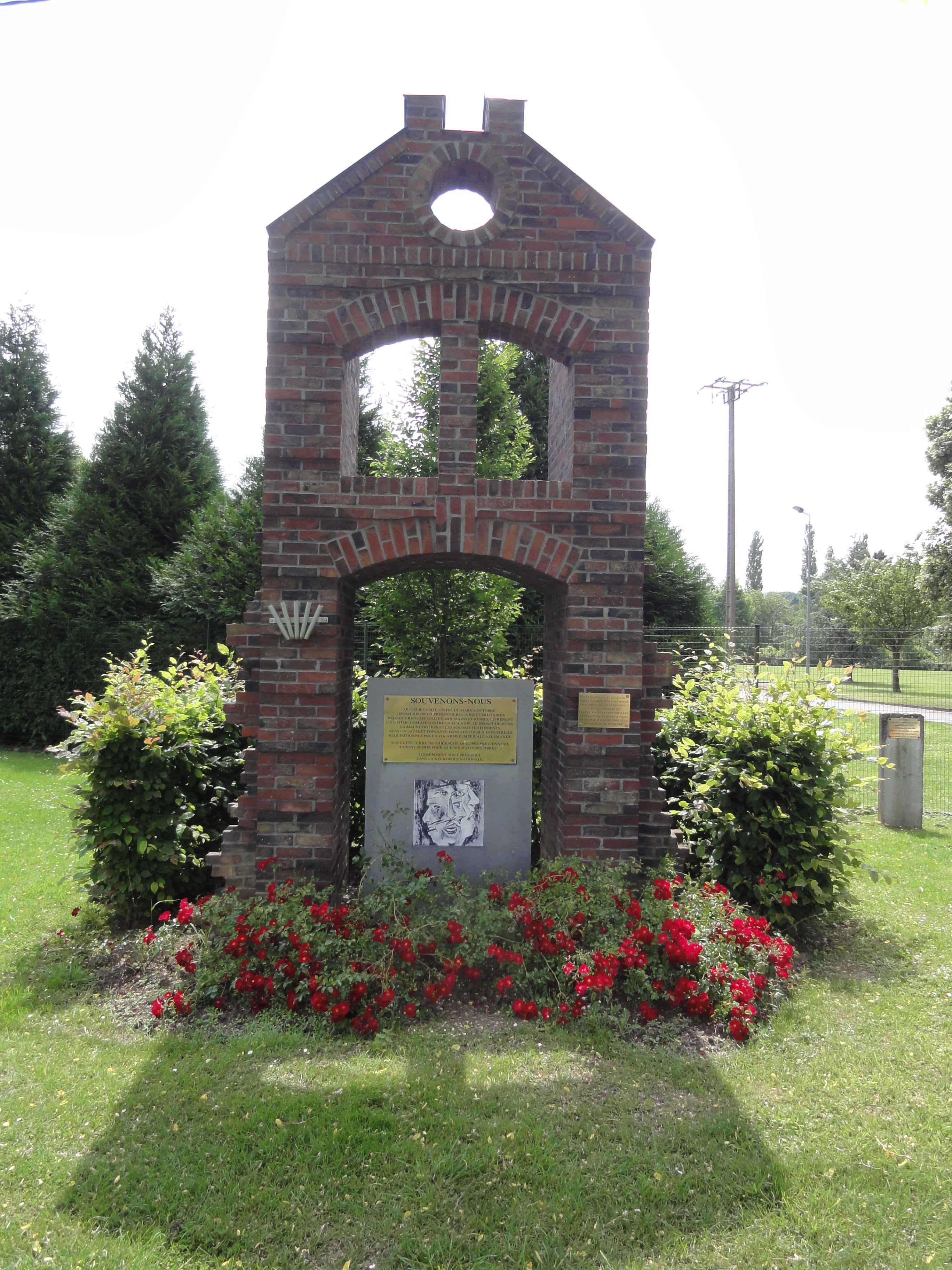
le mémorial du Lazaret d'Effry.
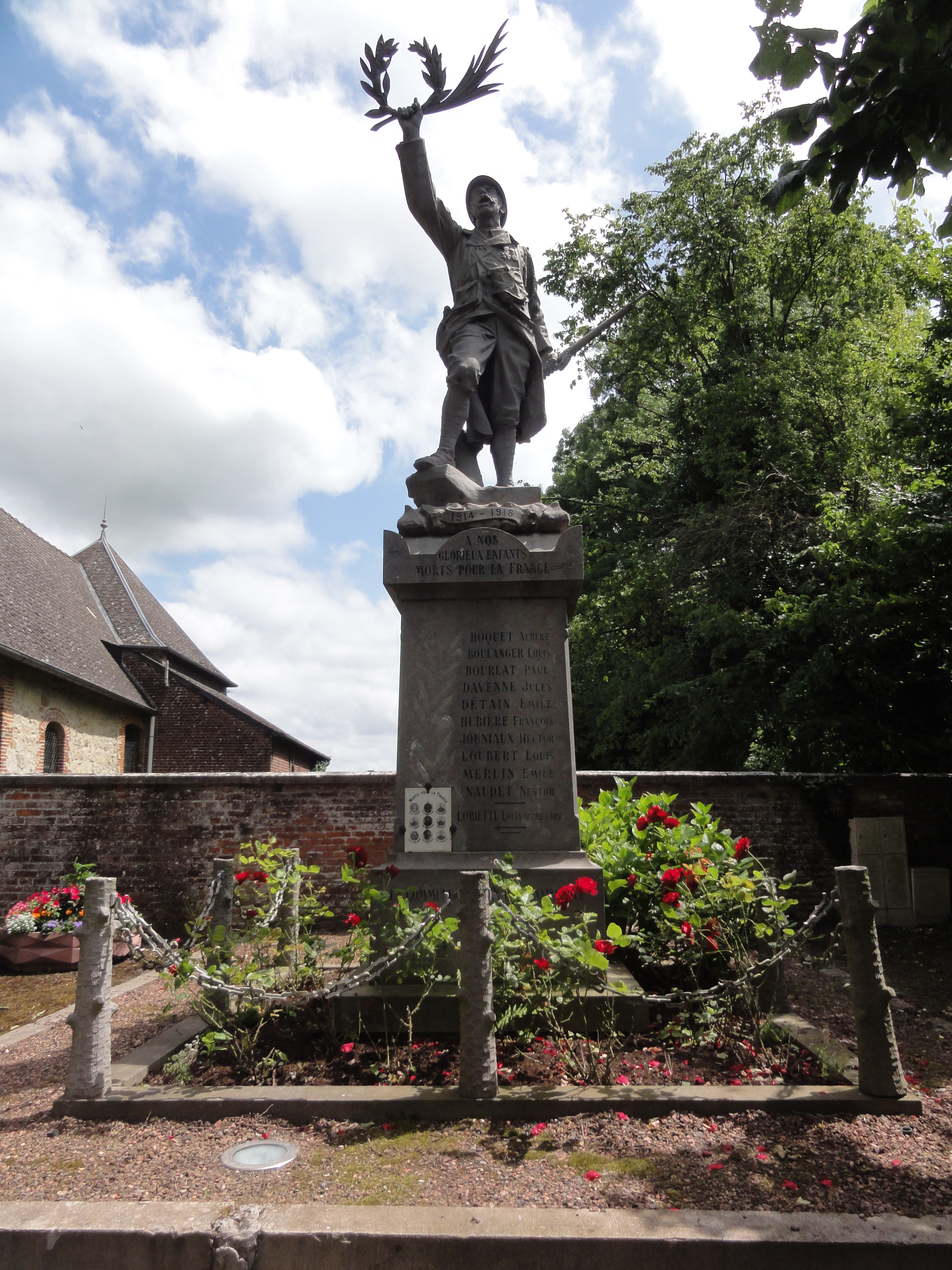
Le monument aux morts.
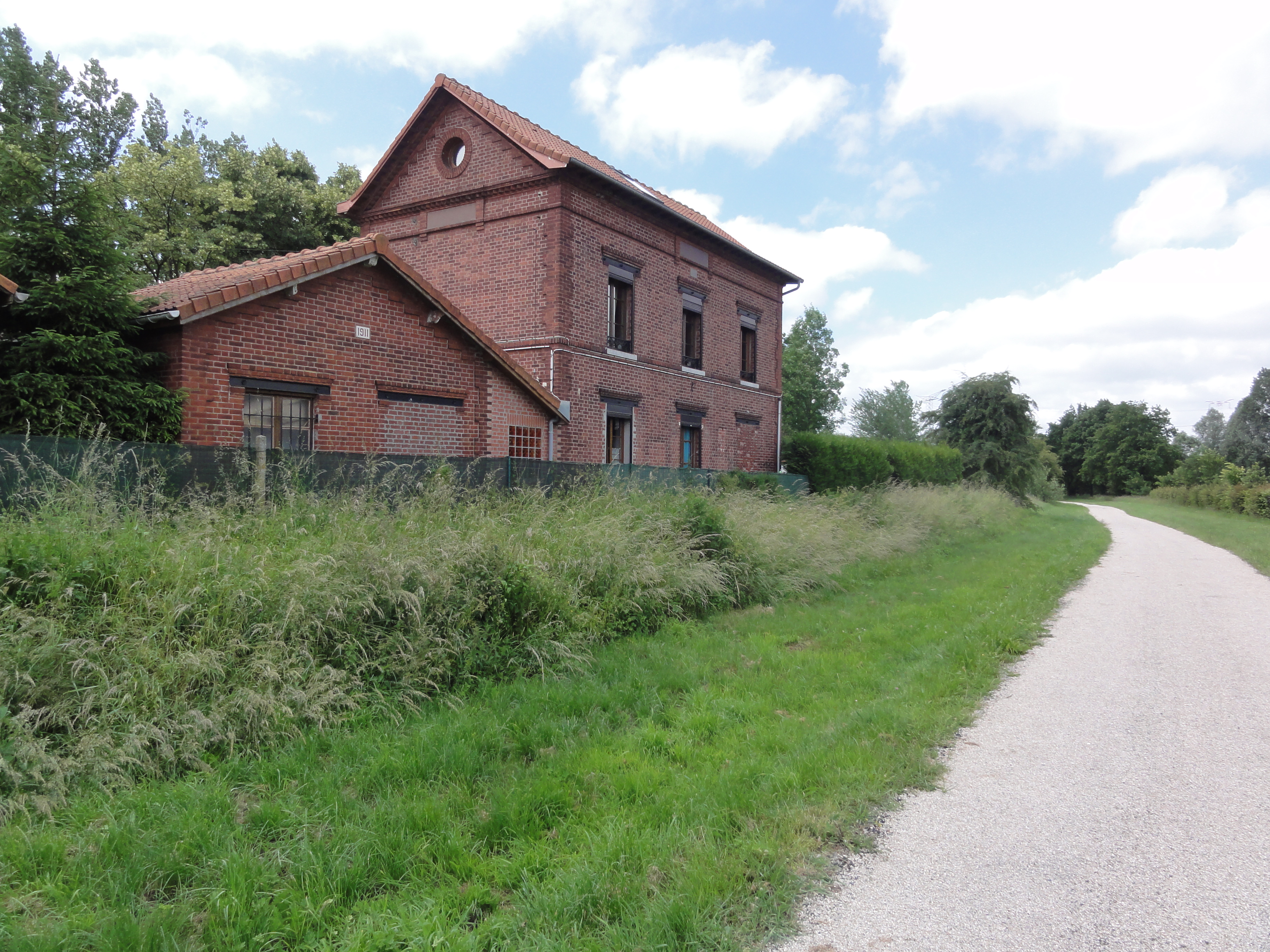
L'ancienne gare sur l'axe vert de la Thiérache.
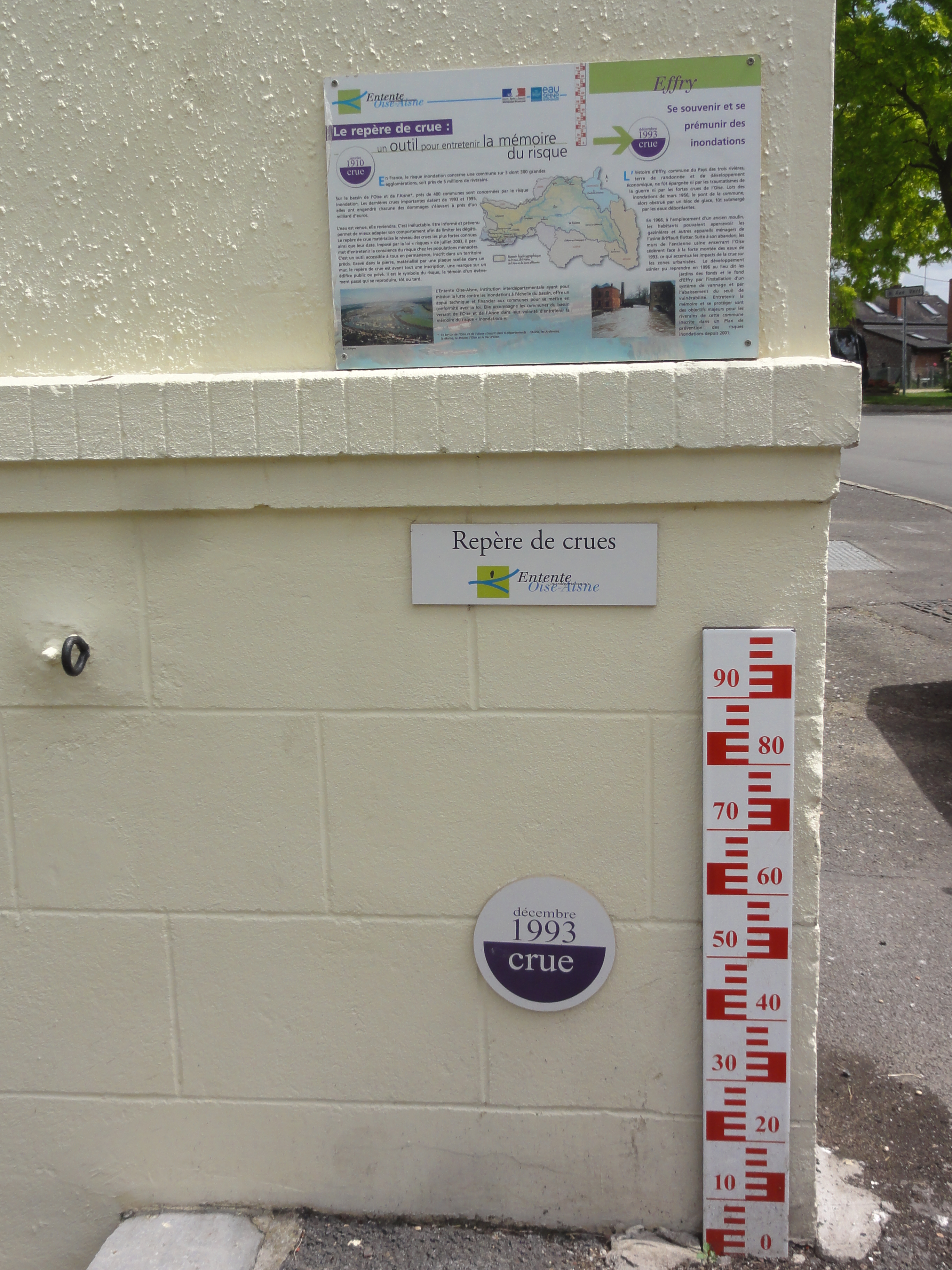
Repère des crues de l'Oise.

## Pour approfondir